# Sechs Tage Heimaturlaub
Sechs Tage Heimaturlaub ist ein deutscher Spielfilm der Cine-Allianz Tonfilm, der 1941 produziert und uraufgeführt wurde.
Der von Walter Forster und Rudo Ritter als Originaldrehbuch geschriebene und von Jürgen von Alten inszenierte Fronturlauber- und Liebesfilm erzählt die Geschichte der Schneiderin Agnes Forbach, die als humanitäre Geste und, um womöglich einen Ehemann zu finden, einem ihr unbekannten Soldaten, Werner Holt, ein Feldpostpäckchen schickt. Später sendet sie ihm, weil sie kein gutes Foto beschaffen kann, ein Porträtbild, auf dem gar nicht sie, sondern eine Frau aus einer Illustrierten zu sehen ist. Als Werner sechs Tage Heimaturlaub bekommt und Agnes kennenlernen möchte, verstrickt diese sich im Anschluss an ihre erste Schwindelei immer tiefer in Lügen, die um ein Haar verhindern, dass sie und Werner ein Paar werden können.

## Handlung
Schauplatz der Handlung ist Berlin, die Zeit die Gegenwart des Zweiten Weltkrieges. Weil sie als Laienhelferin etwas von medizinischer Erstversorgung versteht, wird Agnes zu ihrer Wohnungsnachbarin, Frau Walter gerufen, die sich bei einem Sturz leicht verletzt hat. Als Frau Walter erfährt, dass Agnes Schneiderin ist, gibt sie ihr einen Nähauftrag, durch den die beiden Frauen sich näherkommen. So erfährt Frau Walter, dass Agnes noch keinen Bräutigam hat, und damit dem Glück auf die Sprünge geholfen werden kann, überredet sie Agnes, ein Feldpostpäckchen zu packen und es über ihren Mann – Frau Walter ist mit einem Offizier verheiratet – einem unbekannten Soldaten zukommen zu lassen.
So gelangt das Päckchen an den Gefreiten Werner Holt, der im Zivilberuf Schriftsteller ist. Wie das Filmpublikum erst etwas später erfahren wird, sollte Werner eigentlich mit seiner attraktiven Kollegin Sybille Fabius korrespondieren, die ihn liebt, doch erwidert er Sybilles Gefühle nicht – mit der Folge, dass er keine Feldpost erhält und als Adressat von Agnes’ Päckchen ausgewählt wird. Werner bedankt sich bei Agnes, die auf Anhieb seine Fantasie stimuliert, in einem romantischen Brief und bittet sie, ihm zu seinem bevorstehenden Geburtstag ein Foto von sich zu schicken.
Agnes’ wunder Punkt ist ihr eigenes Aussehen. Zwar ist es ihr Beruf, andere Frauen hübsch zu machen, doch ihr eigenes Äußeres hat sie dabei immer vernachlässigt. Werners Wunsch zwingt sie nun, sich zum ersten Mal im Leben vorteilhaft herauszuputzen. Ihr Anlauf zur Selbstverwandlung wird jedoch dadurch frustriert, dass das Foto, das sie von sich machen lassen möchte, nicht rechtzeitig zu Werners Geburtstag fertig würde. Kurzentschlossen schneidet sie aus einer Zeitschrift das Foto einer eleganten jungen Dame aus und steckt es zusammen mit ihrem Glückwunsch in den Umschlag.
Werner wird zum Unteroffizier befördert und erhält sechs Tage Heimaturlaub. Er reist nach Berlin und steigt bei seiner Mutter ab, der er von Agnes als seiner künftigen Frau erzählt. Als er unangekündigt bei Agnes vor der Wohnungstür steht und sie, weil sie ihm nicht ihr eigenes Foto geschickt hat, nicht als Agnes erkennt, ist sie mehr als verlegen. Um ihren kleinen Schwindel nicht zugeben zu müssen, gibt sie sich als „Agnes’ Freundin Hanni Müller“ aus und behauptet, Agnes sei gerade nicht da. Als Werner später am Tag ein zweites Mal erscheint und wieder nur „Hanni“ antrifft, überlässt er die Eintrittskarte für den Kameradschaftsabend, zu dem er eigentlich mit „Agnes“ gehen wollte, „Hanni“. Agnes lehnt ab, denn sie habe nichts Passendes anzuziehen.
Sybille, die – was Agnes nicht weiß – Werner kennt und liebt, hatte bei Agnes ein Abendkleid in Auftrag gegeben. Weil sie Werners wegen ebenfalls den Kameradschaftsabend besuchen will, braucht sie das Kleid schon heute, und sie ist sehr verärgert, als Agnes erklärt, das Kleid sei noch nicht fertig. Agnes macht sich, um ihre Kundin doch noch zufriedenzustellen, sofort an die Arbeit, ändert dann aber ihre Pläne, zieht das Kleid selbst an und begibt sich zum Veranstaltungsort. Der Kameradschaftsabend erweist sich als ausgelassenes Fest mit Musik und Tanz. Werner ist glücklich, dass „Hanni“ doch noch gekommen ist. Sein Freund, der Fotograf Willi Schmitz, macht von dem Paar eine Aufnahme. Als Agnes unter den Gästen Sybille entdeckt, die sie in dem Kleid nicht sehen darf, läuft sie davon. Werner bleibt verwirrt zurück.

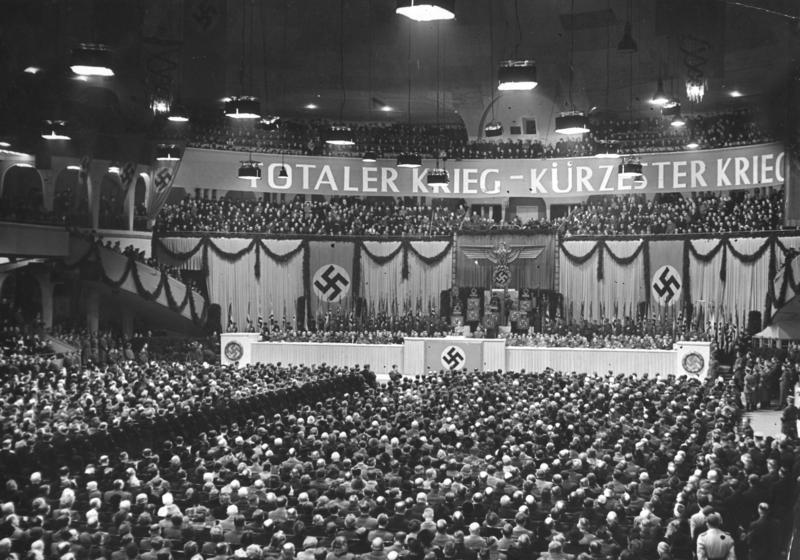
Während einer Sportveranstaltung im Sportpalast erfährt Werner, dass er mit dem Foto beschwindelt worden ist. Im Bild der Veranstaltungsort während der Sportpalastrede (1943).

Am folgenden Tag besucht Werner eine Schlittschuhsportveranstaltung im Berliner Sportpalast. Da entdeckt er unter den Zuschauern die Frau auf dem Foto, spricht sie an und begreift nun, dass er mit dem Foto beschwindelt worden ist. Noch immer im Glauben, dass „Hanni“ und „Agnes“ zwei verschiedene Personen seien, sucht er „Hanni“ auf und beklagt sich bei ihr bitterlich über „Agnes“, auf die er sehr wütend sei. Agnes ist von dieser heftigen Reaktion so eingeschüchtert, dass sie nun nicht mehr wagt, ihm die Wahrheit zu sagen. Ihr ganzer Schwindel fliegt aber auf, als die Hauswirtin aus nichtigem Anlass in ihre Wohnung platzt und Agnes in Werners Anwesenheit beiläufig als „Fräulein Forbach“ anspricht. Werner fühlt sich betrogen und verlässt aufgebracht Agnes’ Wohnung.
Auf dem Heimweg trifft er zufällig Sybille, die ihn in den Kristallpalast zu einer Revueveranstaltung mitnimmt. Anschließend besuchen sie den Fotografen Schmitz zu einer kleinen Nachfeier. In dessen Badezimmer, das auch als Dunkelkammer dient, entdeckt Sybille einen frischen Abzug des Fotos, das Schmitz auf dem Kameradschaftsabend von Agnes und Werner gemacht hatte. Sybille erkennt ihre Schneiderin und dass diese ihr, Sybilles, Kleid trägt. Sie ist darüber doppelt zornig: erstens, dass Agnes ihr Kleid, anstatt es auszuliefern, selber getragen und hat und zweitens darüber, dass Agnes ihr Werner ausgespannt hat.
Nachdem seine Mutter ihm gut zuredet, überwindet Werner seine Vorbehalte und versucht, Agnes ans Telefon zu bekommen. Er erwartet, dass Agnes als Trauerkloß in ihrer Wohnung sitzt und sich wegen ihrer Schwindeleien schämt, erfährt von der Hauswirtin jedoch, dass sie gar nicht zu Hause, sondern in den Kristallpalast gefahren ist. Zweifellos, um sich zu amüsieren – wie Werner glaubt und sich in seinem Misstrauen bestätigt glaubt. Erst viel später im Handlungsverlauf wird er erfahren, dass Agnes im Kristallpalast lediglich eine Näharbeit ausgeliefert hat.
Als Agnes später auch in Sybilles Wohnung erscheint, um das Abendkleid abzugeben, nutzt diese die Gelegenheit zu einer perfiden Rache: Sie lädt Agnes ein, zum Abendessen zu bleiben, und zwingt sie, sich gemeinsam mit ihr und Werner an einen Tisch zu setzen. Werner und Agnes winden sich vor Verlegenheit; als Agnes schließlich auch noch vermutet, dass Werner gemeinsame Sache mit Sybille mache, läuft sie in ihrer Aufregung auf die Straße – und in ein Auto.

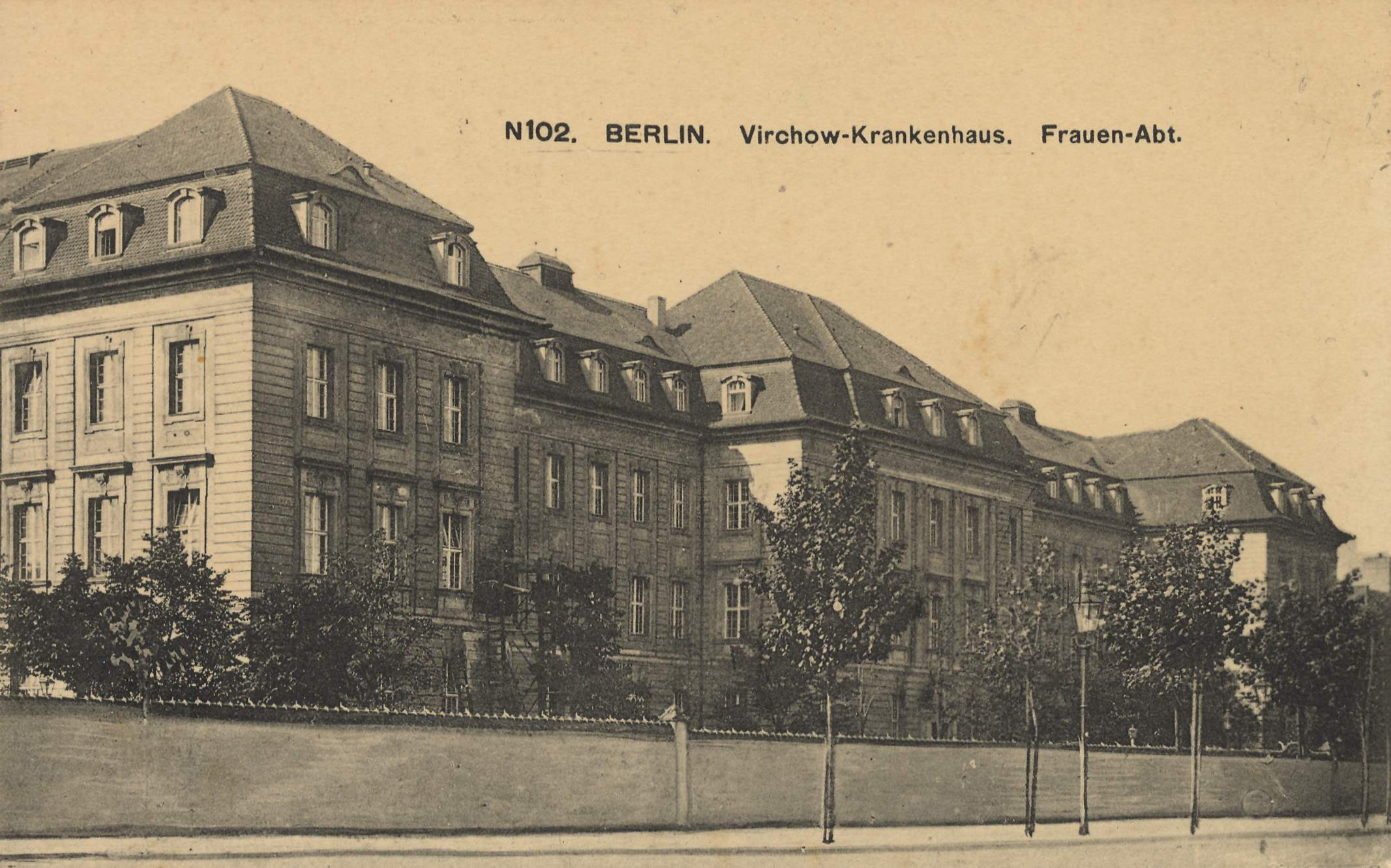
Im Virchow-Krankenhaus empfängt Agnes über dessen Mutter Werners Heiratsantrag.

Mit einer Gehirnerschütterung wird sie ins Rudolf-Virchow-Krankenhaus eingeliefert. Weil sie bewusstlos ist, darf Werner sie nicht besuchen. Frau Walter, die von Agnes stets ins Vertrauen gezogen wurde, erklärt ihm Agnes’ Verhalten und öffnet ihm die Augen darüber, dass sie seinen Zorn und sein Misstrauen gar nicht verdient hat. Werner kann Agnes, weil er am folgenden Tag zur Front zurückreisen muss, nicht mehr sehen, fasst aber einen Plan:
Am Morgen seiner Abreise hat Werner einen Termin beim Rundfunk. Als bekannter Schriftleiter, der zur Zeit bei der Wehrmacht dient, wurde er als Sprecher einer Ausgabe der Radiosendung „Frontberichte“ eingeladen. Thema seines Beitrags ist das Feldpostpäckchen, als innigste Verbindung des Soldaten zur Heimat, aber Werner nutzt die Gelegenheit auch, um Agnes über den Rundfunk eine Liebeserklärung zu machen. Werners Mutter, die an Agnes’ Krankenhausbett sitzt und die Sendung mit ihr gemeinsam hört, übermittelt Agnes im Anschluss auch Werners Heiratsantrag. Noch bevor sein Zug in Richtung Front davonrollt, empfängt Werner – ebenfalls aus dem Munde seiner Mutter – Agnes’ Jawort.

## Produktion und Uraufführung
Felix Pfitzner, der als Herstellungsleiter für die Produktion verantwortlich war, hatte in den 1930er Jahren erste Produktionserfahrung bei der Cicero-Film und der T. K. Tonfilm-Produktion gesammelt, bis er 1935 die Cine-Allianz übernahm und arisierte und dort von 1940 an auch als Herstellungsleiter arbeitete. Bereits seine erste Arbeit bei der Cine-Allianz, der Film Wunschkonzert, war ein Fronturlauberfilm gewesen. Sechs Tage Heimaturlaub war sein dritter Film bei der Cine-Allianz. Pfitzners Aufnahmeleiter waren Karl Sanner und Fritz Renner. Die Bauten haben Robert A. Dietrich und Carl Böhm entworfen.
Jürgen von Alten, der den Nationalsozialismus bereits vor 1933 unterstützt hat, war eigentlich (Bühnen-)Schauspieler, wirkte jedoch schon seit 1935 auch als Regieassistent bzw. Filmregisseur. In dieser Funktion war er unter anderem für den Vorbehaltsfilm Togger (1937) verantwortlich.
Die Hauptdarstellerin, die 29-jährige aus Österreich gebürtige Maria Andergast, war eigentlich Bühnendarstellerin, wurde im Film, wo sie von Anfang an auf den Typ kreuzbraver und etwas hausbackener junger Frauen festgelegt wurde, aber schon seit 1934 immer wieder als Leading Lady besetzt. Mit ihrem Leinwandpartner Gustav Fröhlich hatte sie zuvor bereits für die Filme Abenteuer eines jungen Herrn in Polen (1934) und Ihr Privatsekretär vor der Kamera gestanden. Der 39-jährige Fröhlich war ein Star seit seinem Auftritt in Fritz Langs Metropolis (1927), zählte auch im NS-Kino zu den populärsten Liebhaberdarstellern und erschien 1944 auf der Gottbegnadeten-Liste, die Joseph Goebbels zusammengestellt hatte, um Künstler, die besonders unverzichtbar erschienen, von Kriegsdienstverpflichtungen befreien zu können.
Die Studioaufnahmen wurden im Berliner Althoff-Atelier gemacht.
Das Lied des Films, In der blauen Mondnacht, ein Tango, wurde von Edmund Nick komponiert und von Helene von Fortenbach getextet. In der Szene des Kameradschaftsabends spielt der Reichsmusikzug des Reichsarbeitsdiensteses unter der Leitung von Herms Niel, der einer der bedeutendsten Marschliederkomponisten der NS-Zeit war. In einer weiteren Szene ist, auf dem Eis, Lydia Veicht zu sehen, die zwischen 1937 und 1941 fünfmal in Folge deutsche Meisterin im Eiskunstlauf war.
Der Film ist in Schwarzweiß und 35 mm bei einem Seitenverhältnis von 1:1,37 produziert. Der Zensur, die am 12. September 1941 stattfand, lag eine Kopie von 2673 Meter bzw. 98 Minuten Länge vor. Die Uraufführung fand am 3. Oktober 1941 statt. Infolge einer Entscheidung der alliierten Militärzensur blieb die Aufführung des Films nach dem Ende des Zweiten Weltkrieges zunächst untersagt.

## Kritiken
Die Oedenburger Zeitung befand 1943: „Der Film bringt den reizenden Gedanken zur Verwirklichung, wie man Feldpostpaketchen auch an unbekannte Soldaten abschicken kann und wie daraus als einem konkreten Fall eine innige Herzensangelegenheit entsteht. (...) Auch der Aufbau und die Ausstattung des Filmes sind erstklassig.“
Das Salzburger Volksblatt schrieb: „Ein Film mit originellen Einfällen und geschickten Einflechtungen.“